# Glovelier
Glovelier (antiguamente en alemán Lietingen) es una localidad y antigua comuna suiza del cantón de Jura, localizada en el distrito de Delémont. Desde el 1 de enero de 2013 hace parte de la comuna de Haute-Sorne.

## Historia
La primera mención escrita de Glovelier data de 1139 bajo el nombre de Lolenviler. La comuna mantuvo su autonomía hasta el 31 de diciembre de 2012. El 1 de enero de 2013 pasó a ser una localidad de la comuna de Haute-Sorne, tras la fusión de las antiguas comunas de Bassecourt, Courfaivre, Glovelier, Soulce y Undervelier.

## Geografía
La antigua comuna limitaba al noroeste con la comuna de Montmelon, al norte con Boécourt, al este con Bassecourt, al sureste con Undervelier, al sur con Saulcy, y al suroeste con Saint-Brais.

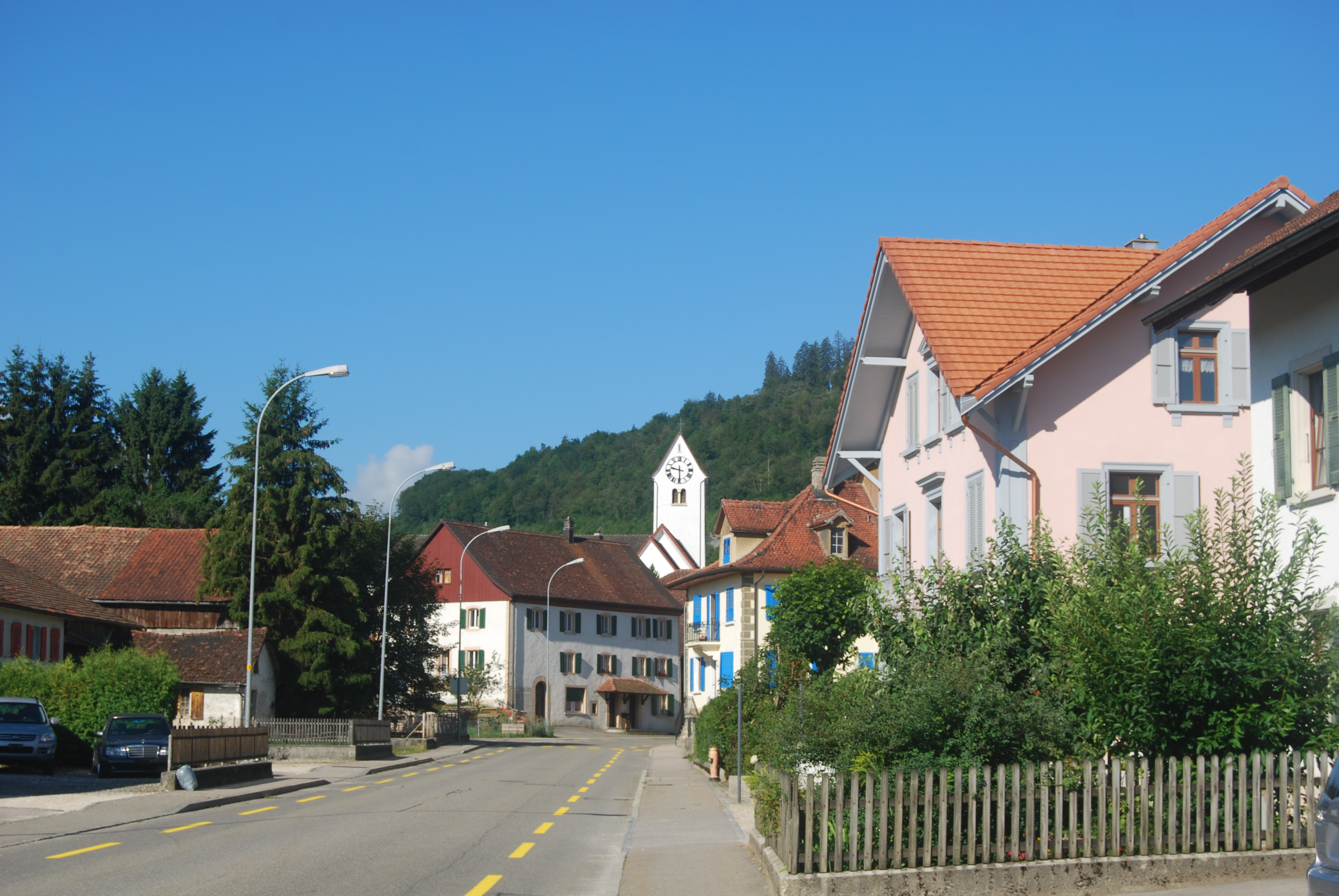
Glovelier